# John Pope-Hennessy
Sir John Wyndham Pope-Hennessy (Londres, 13 de dezembro de 1913, Florença, 31 de outubro de 1994), foi um historiador da arte, conservador e diretor de museus inglês. Especialista no Renascimento Italiano, foi o diretor do Victoria and Albert Museum (1967-1973) e do British Museum (1974-1976).

## Origines

### Família

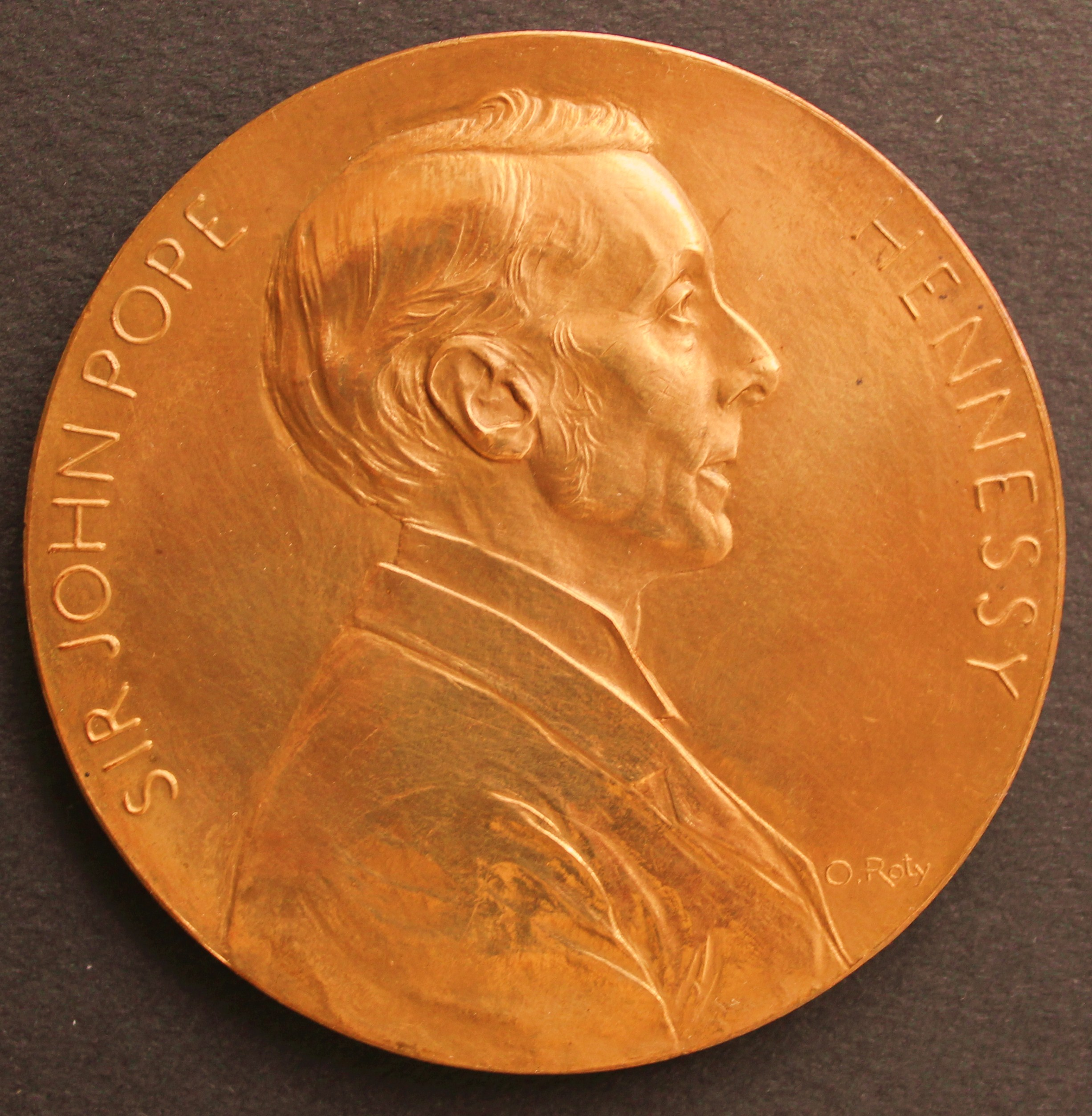
Medalha de John Pope-Hennessy (1834-1891), governador de Hong Kong e da Maurícia, por Oscar Roty. Era avô de John Pope-Hennessy, historiador de arte

A família de John Pope-Hennessy, católica de origem irlandesa, tem várias personalidades conhecidas. O seu avô paterno, também ele chamado John Pope-Hennessy (1834-1891), foi deputado pelo Partido Conservador no Parlamento britânico, ocupou o cargo de Governador de Hong Kong (1877-1882) e depois foi Governador da Maurícia. Uma importante via no centro de Hong Kong tem o seu nome, recordando a sua importância na autonomia financeira e jurídica que concedeu ao povo chinês e na contribuição que deu ao crescimento económico da cidade.
O general Richard Pope-Hennessy (1875-1942), filho do governador, casou em 1910 com Una Birch (1876-1949), que publicou sob nome de solteira uma série de livros, incluindo biografias de Madame Roland, de Walter Scott, de Charles Dickens e de Edgar Allan Poe, e um ensaio sobre as sociedades secretas durante a Revolução Francesa.
Sir Richard e Dame Una Pope-Hennessy tiveram dois filhos, John, o historiador de arte, e James. O mais novo, James, escritor e autor de uma biografia da rainha Maria, esposa de George V do Reino Unido, foi vítima de um confronto e assassinado.

### Anos da juventude

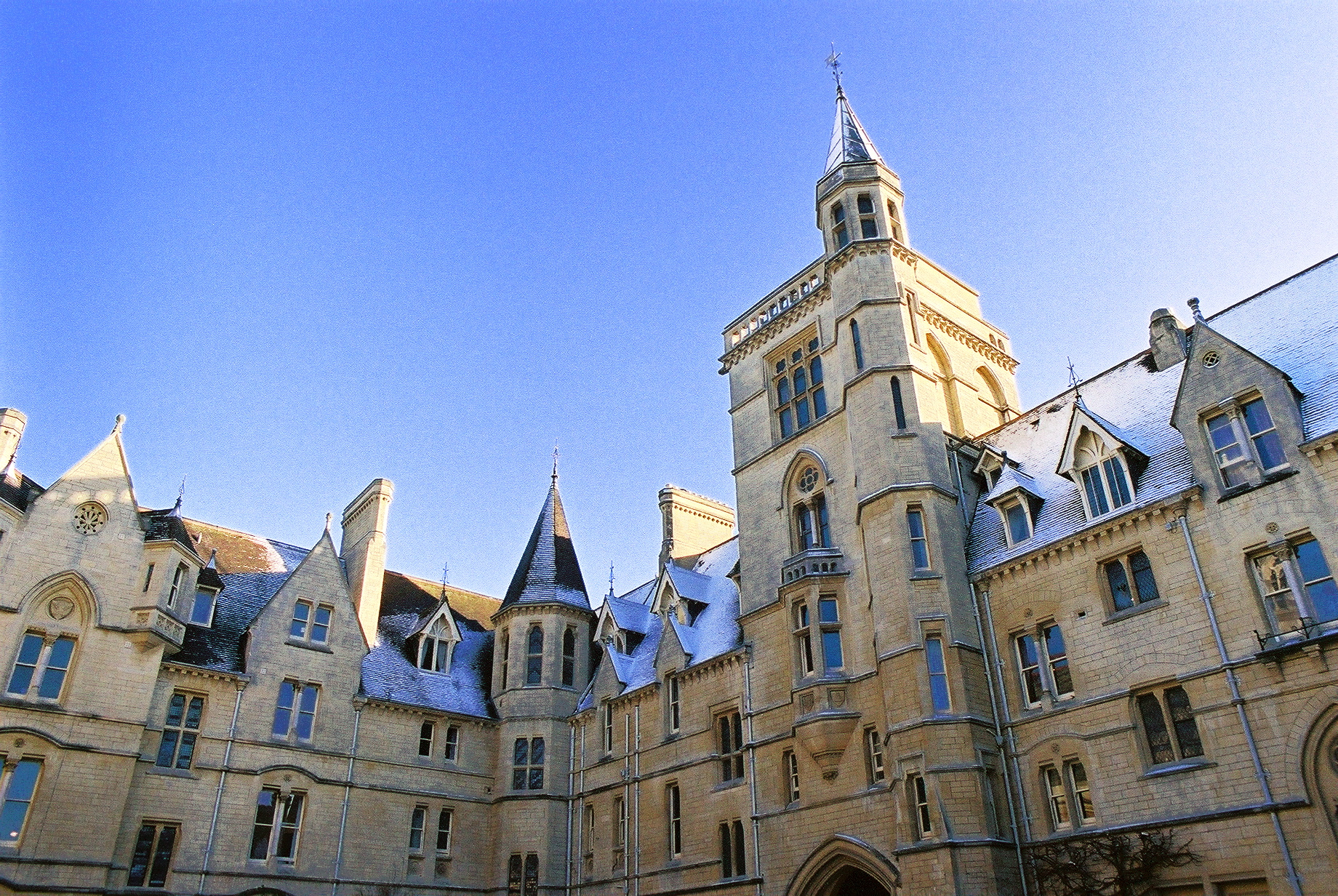
Balliol College, Oxford

Nascido em Belgravia, bairro de Londres em 13 de dezembro de 1913, John Pope-Hennessy passou os seus primeiros anos em Washington, DC, onde o seu pai era adido militar na embaixada britânica. Em seguida, continuou estudos na Faculdade de Downside, perto de Bath, Somerset. Fundada no século XVII por monges beneditinos, Downside é um dos colégios católicos mais famosos da Inglaterra. Alguns anos depois, a instituição acolheria Auberon Waugh, filho mais velho de Evelyn Waugh, que descreveu a atmosfera tradicional com o terno "regulamentar, casaco preto, jaqueta preta, calça listrada, colarinho branco e gravata preta" na sua autobiografia "Memórias de um Cavalheiro Excêntrico".
Pope-Hennessy então matriculou-se no Balliol College, na Universidade de Oxford , onde estudou história moderna. Em Oxford conheceu o historiador de arte Kenneth Clark, que se tornou seu mentor. Este encontro teve lugar através de um amigo da sua família, o ensaísta americano Logan Pearsall Smith (1865-1946), discípulo de Walter Pater (Smith também tem a distinção de ser, pelo casamento de sua irmã, cunhado de Bertrand Russel e de Bernard Berenson). Finalmente, Pope-Hennessy completou a sua formação no Museu Ashmolean, em Oxford.

## Carreira

### Início

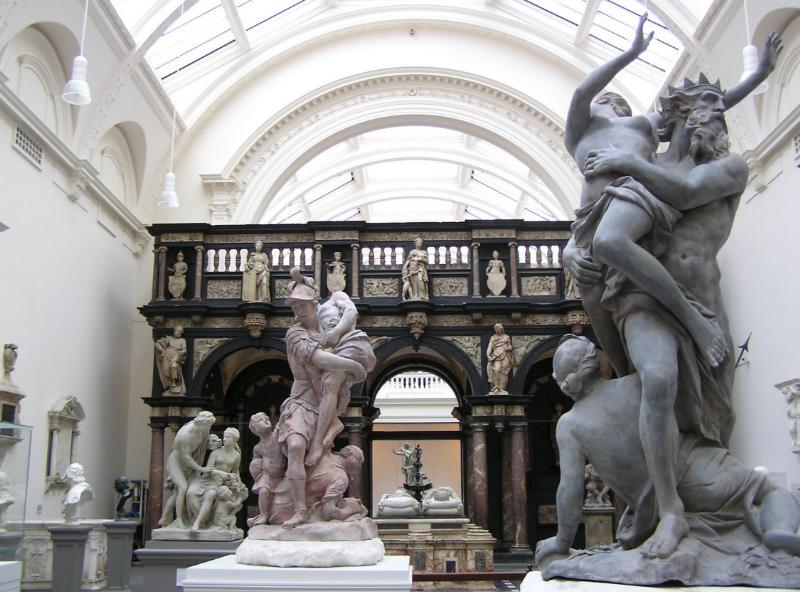
Galerie das réplicas, Victoria and Albert Museum

Percorreu a Europa continental durante 1935-1936, a visitar museus, galerias e coleções particulares. Durante a viagem conheceu Bernard Berenson.
Após o regresso a Londres em 1936, começou a trabalhar na Burlington Magazine, uma revista de arte de prestígio fundada em 1903 por um grupo de artistas, críticos e colecionadores, incluindo Bernard Berenson e Roger Fry. Recebeu o incentivo do seu editor, o grande crítico Herbert Read (1893-1968). No mesmo ano, candidatou-se a um emprego na National Gallery, em Londres, mas sem sucesso.
Em 1937, publicou o seu primeiro livro, dedicado a Giovanni di Paolo, e dedicado a Kenneth Clark. Dois anos depois, publicou um livro sobre Sassetta. Enquanto isso, tornou-se responsável pelo departamento de gravuras no Museu Victoria and Albert.
Durante a Segunda Guerra Mundial, trabalhou para o Ministério da Aeronáutica, no âmbito da defesa nacional. Depois da guerra, voltou ao continente para visitar o Salon d'Automne, em Paris, que inspirou artigos sobre Henri Matisse e Pablo Picasso.

### Ensino
Foi nomeado chefe do Departamento de Escultura do Museu Victoria e Albert. Em 1956, ocupa a cadeira Slade na Universidade de Oxford, destinada ao ensino de artes plásticas e fundada em 1869, com base em três diferentes universidades: Oxford, Cambridge e Londres. A cadeira Slade em Oxford é apelidada de "cadeira John Ruskin" em memória do seu primeiro ocupante. Alguns anos mais tarde, em 1961, Kenneth Clark será um dos sucessores de Pope-Hennessy, seguido em 1962 por Anthony Blunt.
Em 1964, Pope-Hennessy ocupou a cadeira Slade da Universidade de Cambridge. O seu sucessor, em 1965, será Anthony Blunt.

### Apogeu

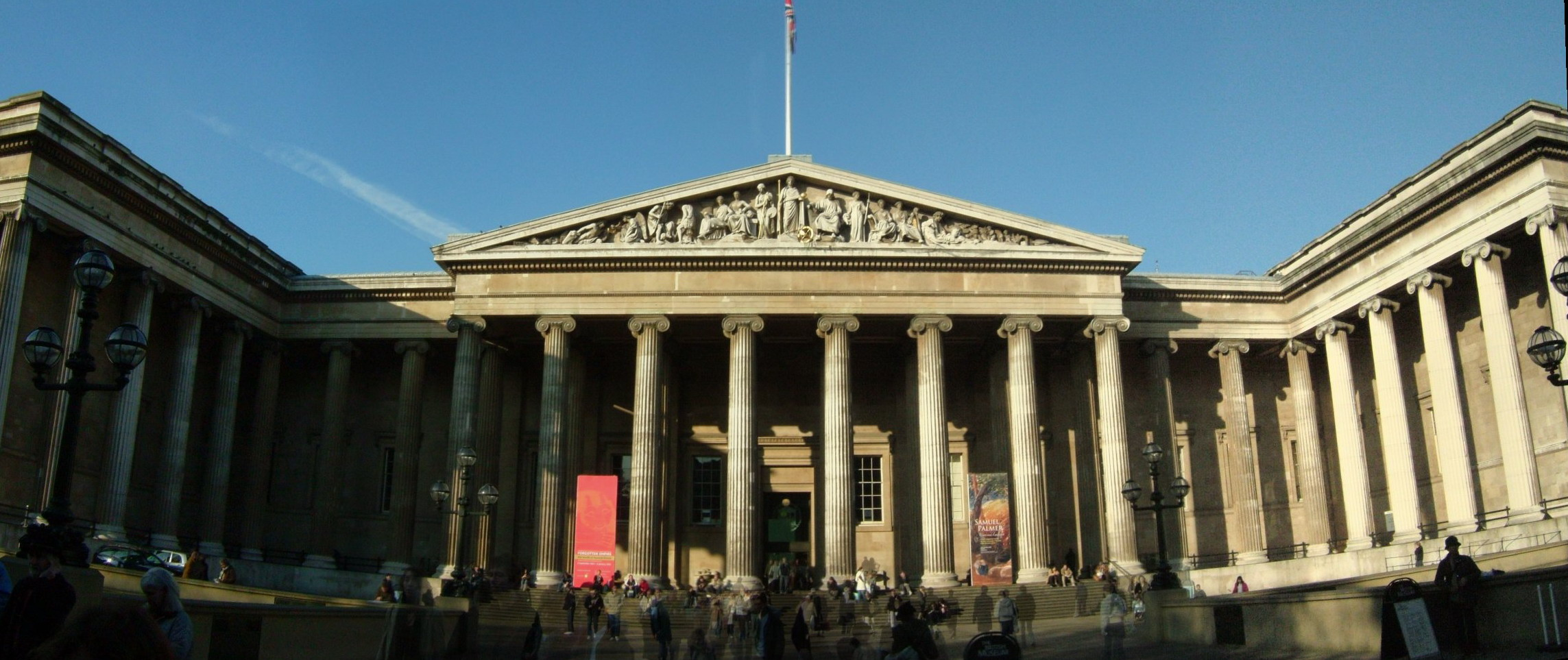
O British Museum

Pope-Hennessy dirigiu o Museu Victoria e Albert entre 1967 e 1973, antes de aceitar a direção do Museu Britânico, em 1974-1976. No entanto, traumatizado com o assassinato de seu irmão James, deixou o museu e foi viver para a Toscana, Itália. Aí recebeu uma oferta do Metropolitan Museum of Art e emigrou para Nova Iorque, onde, além de dirigir o departamento de pintura europeia, ensinou na Universidade de Nova Iorque, no Instituto de Belas Artes (New York University Institute of Fine Arts).
Aposentou-se com a idade de 75 anos e retornou a Florença, onde morreu cinco anos depois. Está enterrado no cemitério Evangélico degli Allori em Galluzzo.

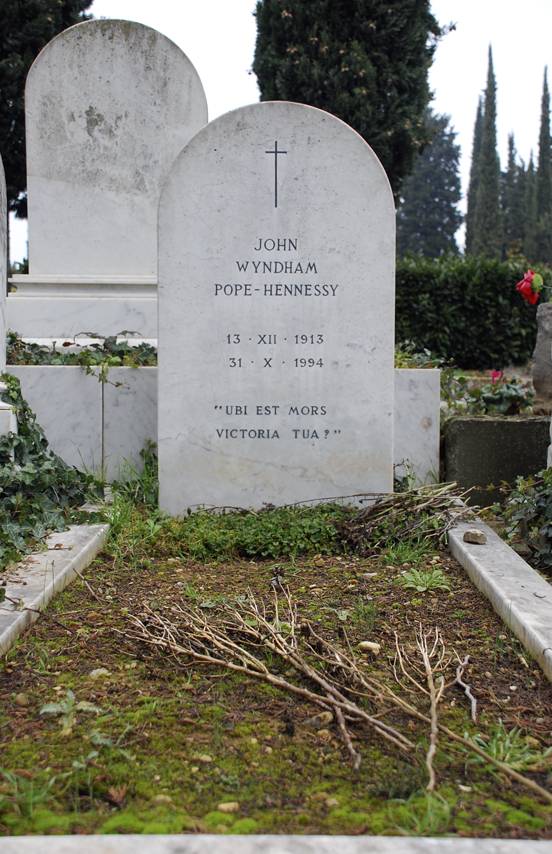
Sepultura no Cemitério Evangélico Agli Allori

## Obras
- Cellini, Rizzoli
- Titien, Gallimard
- Tiziano, Electa
- The Piero della Francesca trail, Little Bookroom
- An introduction to Italian sculpture, Phaidon
- Italian gothic sculpture, Phaidon
- Donatello: Sculptor, Abbeville Press
- Paradiso: The Illuminations to Dante's Divine Comedy by Giovanni di Paolo, Random House

## Ver também

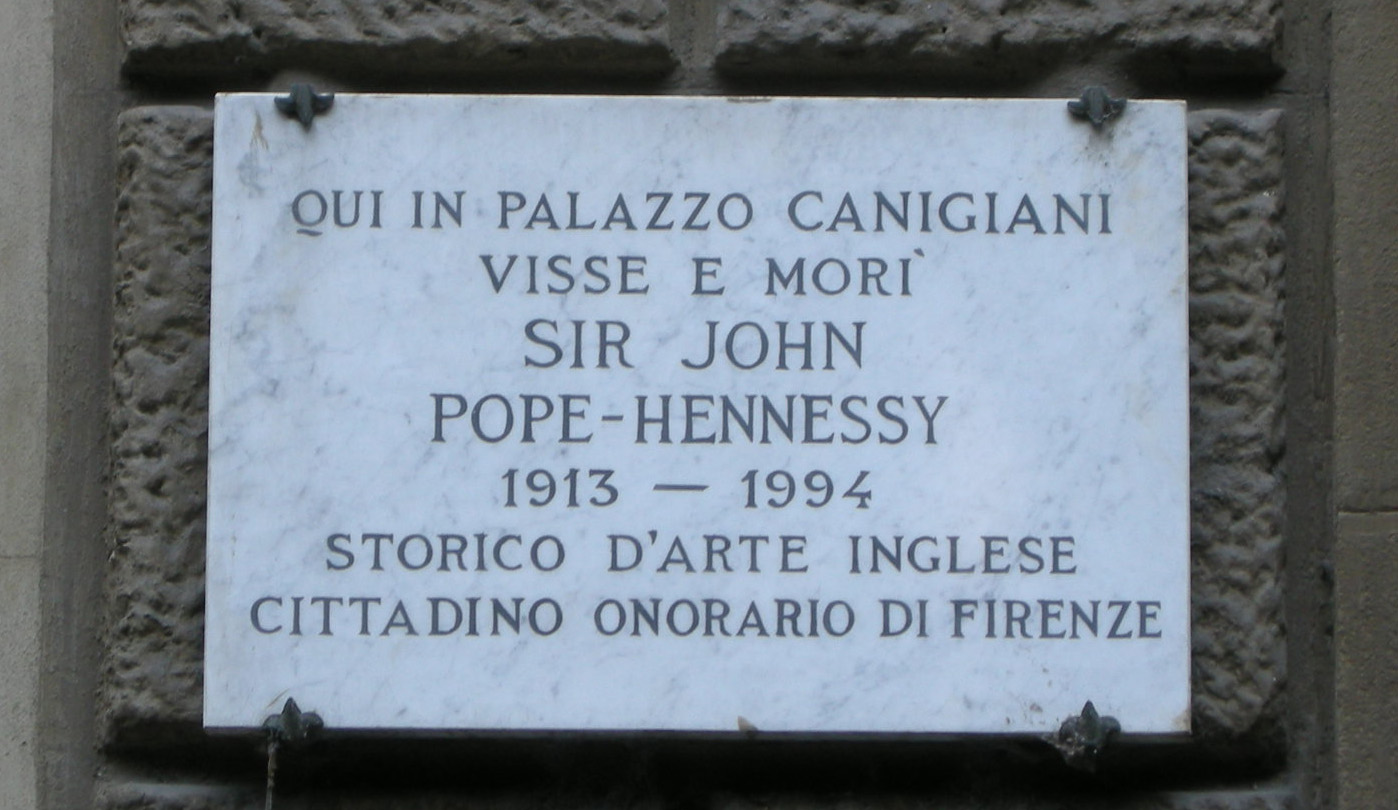
Placa comemorativa em Florença